# Gogo Inflight Internet
Gogo Inc. ist ein US-amerikanischer Betreiber von Kommunikationsdienstleistungen (WiFi) an Bord von Flugzeugen mit Sitz in Itasca (Illinois, USA).
Mehr als 2.000 Verkehrsflugzeuge und 6.500 Privatflugzeuge sind mit deren Technologien ausgestattet, darunter die nordamerikanischen Fluggesellschaften Delta Air Lines, AirTran, Air Canada, Alaska Airlines, American Airlines, Frontier Airlines, United Airlines, Virgin America und US Airways.

## Technologie
Im Gegensatz zu anderen Anbietern oder Technologien wird bei den Diensten von Gogo primär keine Verbindung zu einem Satellit aufgebaut, vielmehr werden terrestrische Antennen zur Datenübertragung benutzt. Der Betreiber wirbt mit einer vollständigen Abdeckung in den USA, bald auch Kanada, ausgenommen davon ist der Bundesstaat Hawaii. Eine speziell dafür konstruierte Antenne unter dem Flugzeug verbindet sich mit einer der über 160 Sendeanlagen am Boden und wechselt diese, sobald sie außer Reichweite gerät. 

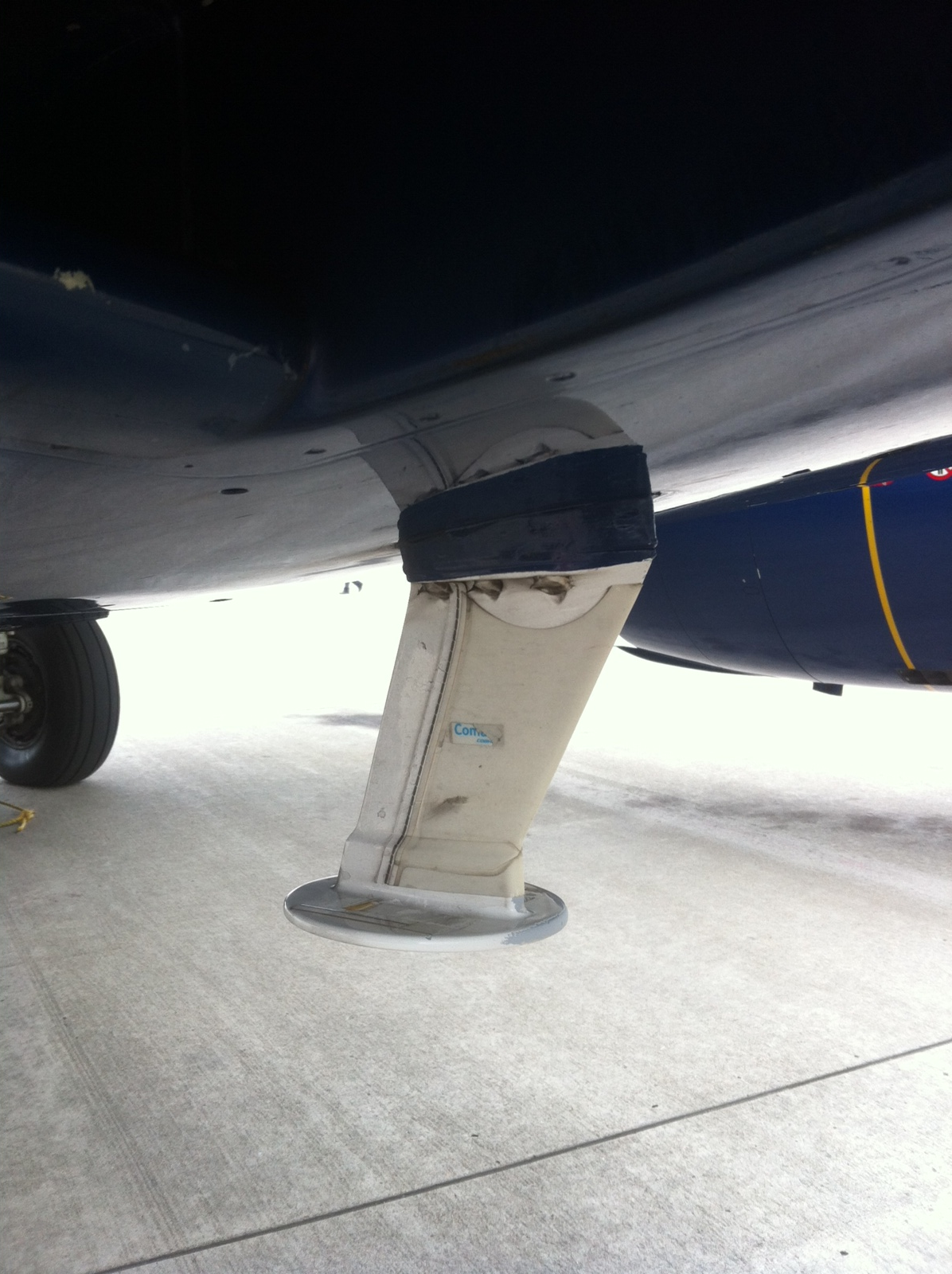
Externe Antenne am Flugzeug

Dieser Ansatz ist identisch mit der Handybenutzung beim Fahren in einem Auto oder Zug, wo ebenso ständig auf Grund der Bewegung der nächste Sender automatisch gewählt wird, um die Verbindung aufrechtzuerhalten. Die verwendete Technik nennt der Betreiber ATG („air to ground“). An Bord des Flugzeugs wird das empfangene Signal in WiFi umgewandelt und vice versa.
Die Verbindung wird erst ab einer Flughöhe von ca. 10.000 Fuß (ca. 3.050 Meter) und nach Freigabe der Piloten aktiviert. Die Benutzung der angebotenen Dienstleistung ist kostenpflichtig und erfordert eine Anmeldung mit einem persönlichen Account. Es können Download-Geschwindigkeiten von 3,1 bis 9,8 Mbps erreicht werden; die verfügbare Bandbreite wird unter den Benutzern aufgeteilt.
Zusätzlich bietet Gogo auch satellitenbasierte Dienste an, diese sind jedoch noch weniger verbreitet als das beschriebene System, sollen jedoch künftig Internetanbindung auch bei Flügen außerhalb der Versorgungsgebiete in den USA ermöglichen.

## Kritik
2014 entdeckte die Sicherheitsentwicklerin Adrienne Porter Felt, dass Gogo gefälschte SSL-Zertifikate verwendete, um Man-in-the-Middle-Angriffe durchzuführen. Gogo bestritt diesen Vorwurf.